# Petr Chelčický

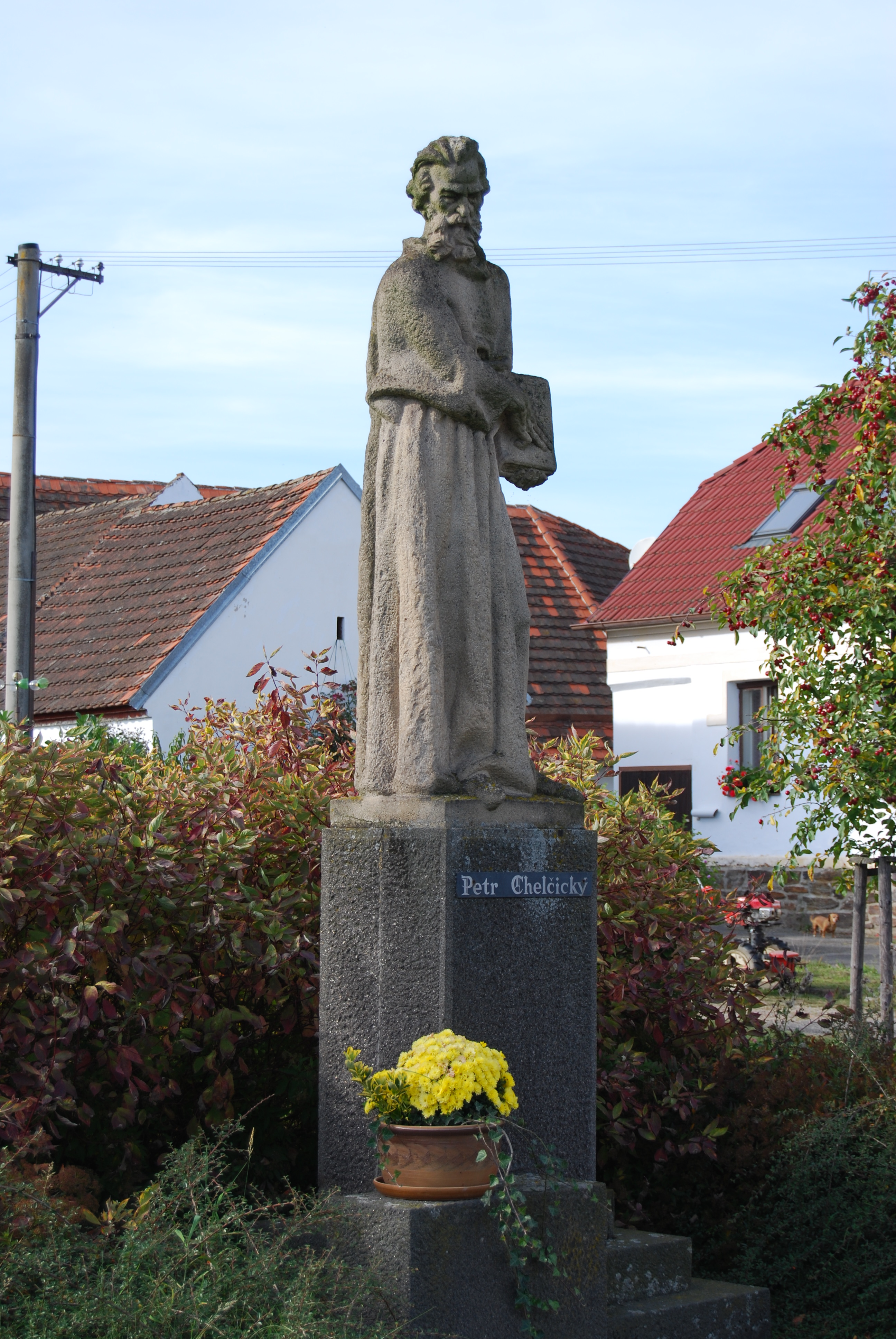
Petr Chelčický

Petr Chelčický (ur. ok. 1390 w Vodňanach, zm. ok. 1460) – ideolog braci czeskich, myśliciel i pisarz husycki z XV wieku.

## Pochodzenie
Uważa się, że Petr Chelčický urodził się w południowych Czechach około 1390, choć zwolennicy jednej z teorii umieszczają jego narodziny w 1374. O jego życiu prywatnym wiadomo bardzo mało. Różni historycy nazywają go chłopem pańszczyźnianym, wolnym rolnikiem, dziedzicem, arystokratą, szewcem, księdzem i waldensem. Przy jednej z okazji Chelčický nazywa siebie wieśniakiem, lecz to określenie kłóci się z jego możliwościami życia w Pradze w latach 1419–1421, podstawową znajomością łaciny oraz czasem, jaki mógł poświęcić oddawaniu się pasji literackiej, politycznej i religijnej. Jest pewne, że był niezwykle oczytany jak na średniowiecznego człowieka bez normalnej edukacji uniwersyteckiej. Po 1421 żył i gospodarował w swej rodzinnej wiosce Chelčice niedaleko Vodňan. Napisał 56 znanych prac, lecz większość pozostała nieopublikowana i niedostępna z wyjątkiem oryginalnych manuskryptów. Na jego sposób myślenia oddziaływali Tomáš ze Štítného, John Wycliffe, Jan Hus oraz spuścizna waldensów. Zmarł około 1460.

## Brak przemocy a wojna
Już w 1420 Chelčický nauczał, że przemoc nie powinna być wykorzystywana w kwestiach religijnych. Używał przypowieści o pszenicy (Mateusza 13:24–30) by wykazać, że zarówno grzesznikom, jak i świętym miano pozwolić żyć razem aż do żniwa. Nauczał, że złem jest zabijanie grzesznych, że chrześcijanie powinni odmawiać służby wojskowej. Argumentował, że jeśli biedni odmówią, to władcy nie będą mieli nikogo, kto pójdzie dla nich na wojnę. Chelčický nauczał, że żadna siła fizyczna nie zniszczy zła, a chrześcijanie powinni przyjmować prześladowania bez brania odwetu. Wierzył, że wojna jest najgorszym złem i uważał, że żołnierze są niczym więcej niż mordercami. Odrzucał nawet wojnę obronną. Wierzył, że przykład Jezusa i ewangelie są wzorami pokoju.

## Pisma i poglądy
Chelčický jest autorem około 50 pism, które przetrwały do czasów obecnych. Wszystkie są pisane w języku czeskim.
O duchowej walce, napisane w 1421, było jego pierwszą poważną pracą. Argumentował w niej, że taboryci wzięli udział w przemocy przez diabelskie oszustwo i pożądanie dla spraw tego świata. Krytykował również millenaryzm, sprzeciwiał się fizycznej walce, wskazał, że zadłużenie się daje władzę pożyczającym nad dłużnikami.
W O potrójnym podziale społeczeństwa krytykował arystokrację, kler i klasę średnią. Opisał, jak zniewolili prostych ludzi i ujeżdżają ich, „jakby byli bestiami”. Jego najobszerniejszym i jednym z ostatnich dzieł była napisana około 1443 Sieć wiary. Pokazał w nim, jak dwunastu apostołów traktowało wszystkich ludzi jako równych, a Chrystusa uważali za jedynego przywódcę. Uzasadniał, że cesarz i papież są dwoma ogromnymi wielorybami, które rozrywają sieć wiary. Zawarł w tej pracy również obszerny komentarz na temat soboru florenckiego.
Kładł nacisk na Nowy Testament jako wyłączne i ostateczne źródło poznania woli Boga. Uznawał dwa sakramenty: chrzest i wieczerzę pańską. Zachęcał ludzi do czytania i samodzielnego objaśniania Biblii.

## Wpływ
Chelčický jest nazywany „czołowym myślicielem XV-wiecznego ruchu czeskiej reformacji husyckiej” Z pewnością był wpływowym myślicielem wśród braci czeskich w swoich czasach. W późniejszych czasach jego wpływ można dostrzec w Kościele morawskim (Unitas Fratrum), u braci czeskich (Jednota Bratrska) i baptystów czeskich (znani również jako Jednota Braci Baptystów). Podobieństwa można zauważyć między jego naukami oraz anabaptystami na kontynencie i w mniejszym zakresie z angielskimi baptystami, jednakże nie wykazano istnienia bezpośrednich powiązań.
Praca Chelčickiego, szczególnie Sieć wiary, miała wpływ na Lwa Tołstoja i jest wspominana w jego noweli Królestwo Boże jest wewnątrz Ciebie (1894).